# Märta Schalén
Märta Louise Wilhelmina Schalén, född 26 juli 1889 i Stockholm, död där 6 juni 1972, var en svensk målare.
Hon var dotter till expeditionschefen vid civildepartementet Wilhelm Fredrik Schalén och Emma Mathilda Tisell och från 1924 gift med kanslirådet Edvard Karl Samuel Söderberg. Schalén studerade i unga år konst för Anna Bergman och vid Tekniska skolans kvällskurser. Tillsammans med Margareta Leijonhufvud debuterade hon med en utställning på Nordiska bokhandeln i Stockholm 1924. Hennes konst består av landskapsmotiv i form av miniatyrer målade på elfenben. Makarna Söderberg är begravna på Norra begravningsplatsen utanför Stockholm.